# 石生风铃草
石生风铃草（学名：Campanula langsdorffiana）为桔梗科风铃草属的植物。分布在俄罗斯远东地区以及中国大陆的东北等地，多生于林中岩石上及高山带，目前尚未由人工引种栽培。